# Rádio Televisão da Macedónia

Antigo logótipo.

Makedonska Radio Televizija (MRTV) é uma televisão pública da Macedónia. O canal é membro activo da União Europeia de Rádiodifusão (EBU), e responsável pela presença do seu país na Eurovisão.